# Andrea Naccari
Andrea Naccari (Padova, 12 agosto 1841 – Torino, 2 ottobre 1926) è stato un fisico italiano, attivo nel campo dell'elettrologia.

## Biografia
Si laureò in matematica e fisica nel 1862 all'Università di Padova con Francesco Rossetti, del quale divenne poi assistente alla cattedra di fisica sperimentale.
Sposò Giulia Gera, cognata del professor Manfredo Bellati.
Nel 1878 divenne ordinario di fisica sperimentale all'Università di Torino, dove rimase con diversi incarichi per il resto della sua carriera. Dal 1878 al 1881 fu direttore della scuola di farmacia, dal 1889 al 1892 rettore dell'Università, dal 1916 al 1919 preside della facoltà di scienze. Nel 1916 si ritirò dall'insegnamento per raggiunti limiti di età e divenne professore emerito.
Si deve a Naccari l'iniziativa di costruire il nuovo istituto di fisica in corso Massimo D'Azeglio a Torino, inaugurato nel novembre 1898.
Nel 1918 divenne presidente dell'Accademia delle Scienze di Torino.
I suoi studi più importanti riguardano le proprietà termoelettriche dei metalli, l'effetto fotoelettrico dei metalli immersi nei liquidi e la conducibilità elettrica dei gas e dei liquidi dielettrici. Dimostrò che la variazione nella resistenza elettrica dell'acqua distillata era largamente dovuta alla sua solubilità nel vetro del recipiente che la conteneva.